# 千年の一滴 だし しょうゆ
『千年の一滴 だし しょうゆ』（せんねんのいってき だし しょうゆ、英題: Dashi & Shoyu: Essence of Japan）は、2015年に公開された日本・フランス合作のドキュメンタリー作品。

## 受賞
- 2014年キネマ旬報ベストテン〈文化映画部門〉第2位
- 2014年ATP賞総務大臣賞
- 2014年度ギャラクシー賞奨励賞
- Tokyo Docs優秀企画賞
- 第6回辻静雄食文化賞
- アメリカ・第12回 考古学チャンネル国際フィルム・ビデオ映像賞 奨励賞

## 出演
- 加藤宏幸
- 藤本ユリ
- 椎葉クニ子
- 三浦利勝さん一家
- 今給黎秀作
- 坪川民主
- 澤井久晃
- 大野考俊
- 助野彰彦
- 福知太郎

## 語り
- 木村多江
- 奥貫薫

## 出演・監修
- 伏木亨
- 北本勝ひこ

## スタッフ
- 監督 - 柴田昌平
- プロデューサー - 大兼久由美、伊藤純、牧野望、Luc Martin-Gousset、Catherine Alvaresse
- 撮影 - 春日井康夫
- 音楽 - Dan Parry
- アニメーション制作 - 茂原邦彦
- 助監督 - 松井至